# Protomyctophum normani
Protomyctophum normani är en fiskart som först beskrevs av Tåning 1932.  Protomyctophum normani ingår i släktet Protomyctophum och familjen prickfiskar. Inga underarter finns listade i Catalogue of Life.